# Архиепархия Сент-Джонса
Архиепархия Сент-Джонса (лат. Archidioecesis Sancti Ioannis Terrae Novae) — архиепархия Римско-Католической церкви с центром в городе Сент-Джонс, Канада. Кафедральным собором архиепархии является собор Иоанна Крестителя в городе Сент-Джонс. В архиепархию Сент-Джонса входят епархии Корнер-Брука и Лабрадора, Гранд-Фолса.

## История

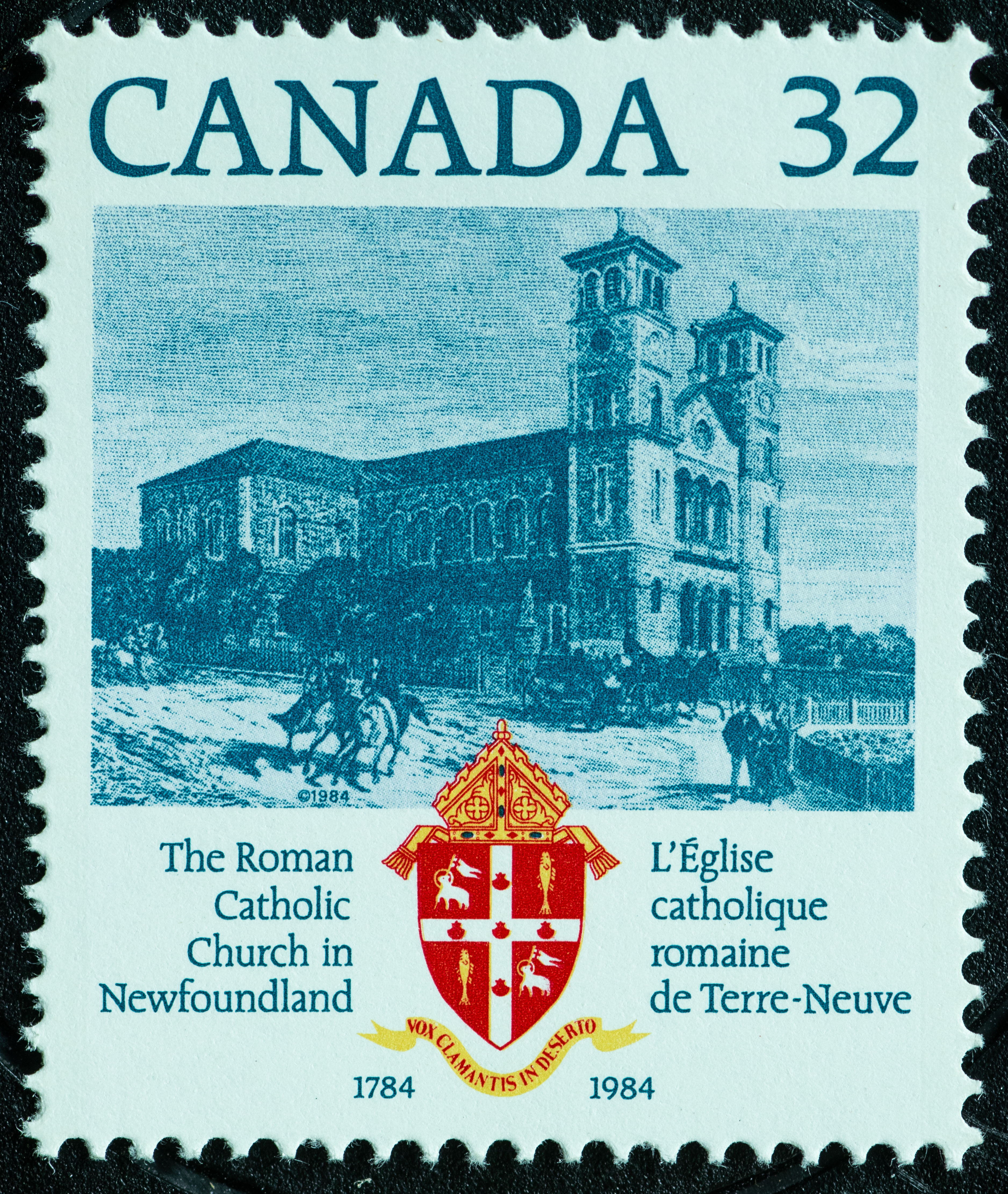
Почтовая марка 1984 года

30 мая 1784 года Святой Престол учредил Апостольскую префектуру Новой Земли, выделив её из архиепархии Квебека. 5 января 1796 года Апостольская префектура Новой Земли была преобразована в Апостольский викариат.
1 февраля 1820 года Римский папа Пий VII издал бреве «Inter multiplices», которым присоединил к Апостольскому викариату Новой Земли остров Антикости и часть полуострова Лабрадора.
4 июня 1847 года Апостольский викариат Новой земли был преобразован в епархию. 29 февраля 1856 года епархия Новой Земли уступила часть своей территории новой епархии Харбор-Грейс (сегодня — Епархия Гранд-Фолса) и была переименована в епархию Сент-Джонса. 9 мая 1870 года епархия Сент-Джонса уступила часть своей территории новому Апостольскому викариату Восточной Новой Земли (сегодня — Епархия Корнер-Брука и Лабрадора).
8 февраля 1904 года епархия Сент-Джонса была возведена в ранг архиепархии.

## Ординарии архиепархии
- епископ James Louis O’Donel (17.05.1784 — 31.12.1806);
- епископ Patrick Lambert (1.01.1807 — 23.09.1816);
- епископ Thomas Scallan (23.09.1816 — 29.05.1830);
- епископ Michael Anthony Fleming (29.05.1830 — 14.07.1850);
- епископ John Thomas Mullock (14.07.1850 — 29.03.1869);
- епископ Thomas James Power (8.05.1870 — 4.12.1893);
- архиепископ Michael Francis Howley (21.12.1894 — 15.10.1914);
- архиепископ Edward Patrick Roche (26.02.1915 — 23.09.1950);
- архиепископ Patrick James Skinner (23.01.1951 — 5.04.1979);
- архиепископ Alphonsus Liguori Penney (5.04.1979 — 2.02.1991);
- архиепископ Джеймс Гектор Макдональд (2.02.1991 — 4.12.2000);
- архиепископ Brendan Michael O’Brien (4.12.2000 — 1.06.2007);
- архиепископ Martin William Currie (18.10.2007 — 12.12.2018[3]);
- архиепископ Peter Joseph Hundt (с 12.12.2018[3] — по настоящее время).

## Источник
- Annuario Pontificio, Libreria Editrice Vaticana, Città del Vaticano, 2003, ISBN 88-209-7422-3
- Бреве Inter multiplices, Bullarium pontificium Sacrae congregationis de propaganda fide, т. IV, Romae, 1841, стр. 378 Архивная копия от 2 апреля 2015 на Wayback Machine (лат.)